# Rory O'Connor
Roderick (Rory) O'Connor, född 28 november 1883 i Dublin, död 8 december 1922 (avrättad), var en irländsk republikan. 
O'Connor anordnade i mars 1922 mot krigsminister Richard Mulcahys förbud ett armémöte, där Irländska republikanska armén organiserades under ett verkställande råd, oberoende av Irländska fristatens regering. Han förskansade sig med sina anhängare i flera offentliga byggnader i Dublin (först i Orange Hall, sedan i domstolspalatset The Four Courts) och företog i juni utfall mot regeringens anhängare. Han tvingades den 28 juni att kapitulera i The Four Courts, som underminerats och delvis sprängdes i luften. Han hölls en tid i fängelse, tills han jämte ett par anhängare avrättades som repressalieåtgärd för mordet på en ledamot av Dáil Éireann.